# Miss Tacuarembó
Pour plus de détails, voir Fiche technique et Distribution.
Miss Tacuarembó est un film hispano-argentino-uruguayen réalisé par Martín Sastre, sorti en 2010.

## Fiche technique
- Titre français : Miss Tacuarembó
- Réalisation : Martín Sastre
- Scénario : Martín Sastre d'après le livre de Dani Umpi
- Pays d'origine :  Uruguay |  Argentine |  Espagne
- Date de sortie : 2010

## Distribution
- Natalia Oreiro : Natalia Prato 'Cristal' / Cándida López
- Mirella Pascual : Haydeé Prato
- Mike Amigorena : Jesus Christ
- Diego Reinhold : Carlos
- Rossy de Palma : Patricia Peinado